# Lievegem
Lievegem est une nouvelle commune belge qui résulte de la fusion volontaire engagée par les communes de Lovendegem, Zomergem et Waarschoot au 1er janvier 2019.

## Sections de la commune
| # | Section     | Superf. (km²) | Habitants (2020) | Habitants par km² | Code INS depuis 2019 | Code INS avant 2019 |
| - | ----------- | ------------- | ---------------- | ----------------- | -------------------- | ------------------- |
| 1 | Lovendegem  | 15,87         | 8.430            | 531               | 44085A               | 44036A              |
| 2 | Vinderhoute | 3,67          | 1.202            | 327               | 44085B               | 44036B              |
| 3 | Waarschoot  | 21,94         | 8.173            | 373               | 44085A               | 44072A              |
| 4 | Zomergem    | 28,27         | 7.138            | 252               | 44085A               | 44080A              |
| 5 | Ronsele     | 2,54          | 566              | 223               | 44085B               | 44080B              |
| 6 | Oostwinkel  | 8,48          | 798              | 94                | 44085C               | 44080C              |

## Origine
Le gouvernement flamand a adopté le 4 mai 2016, le décret concernant la fusion des communes et pour inciter les fusions volontaires de communes, a fourni un soutien financier sous la forme d'un bonus d'une hypothèse partielle de la dette par le gouvernement Flamand. Le décret fusion a apporté une dynamique par laquelle les communes ont été poussées à se rencontrer de manière informelle ainsi que dans les médias pour discuter de la possibilité de fusionner. À l'occasion de la réception d'ouverture de l'hôpital AZ Alma d'Eeklo, le 18 mars 2017, le bourgmestre de Lovendegem Chris De Wispelaere et l'ancienne bourgmestre de Waarschoot Ann Coopman, tous deux CD&V se sont rencontrés. « Fuseren, zou dat geen idee zijn? », (« Fusionner, ne serait-ce pas une idée ? ») demanda Ann Coopman à Chris De Wispelaere. Il en est résulté des discussions informelles entre les bourgmestres, et, à un stade ultérieur, ils ont été rejoints par le bourgmestre de Zomergem, Tony Vermeire, également du CD&V. 
Le 19 mai 2017, au restaurant 't Hof van Beke, situé le long du canal du Lieve, l'intention de fusionner a été rendue publique par les trois bourgmestres. Les deux options présentées étaient soit une fusion soit une coopération plus étroite entre les trois communes. Tout d'abord, il y eut opposition politique, même de la part de l'Open VLD faisant pourtant partie de la majorité à Lovendegem et Waarschoot. L'opposition déclarant que la fusion n'était qu'une idée des seuls trois bourgmestres. Les plans furent mis au frigo pour un certain temps. Mais à l'été 2017, l'Open VLD et une partie de l'opposition capitulent, et le principe de la fusion a été approuvée par les trois conseils communaux le jeudi 28 septembre 2017, suivie en octobre et novembre, par l'organisation de séances d'information pour la population. L'approbation officielle a été donnée par les trois conseils communaux le 21 décembre 2017,.

## Nom
Le nom du projet de fusion a été « La Lieve », en référence au canal qui passe par Lovendegem, Waarschoot et Zomergem et peut-être vu comme un élément de liaison entre les trois communes. Il a été décidé que la population pourrait choisir le nom de la nouvelle commune. Un premier choix a été opéré par un jury de 47 résidents tiré au sort. Celui-ci a fait une première sélection de 600 possibilités. Quatre noms ont été proposés : Lievebeke, Lievegem, Lieveland et Midden-Meetjesland. Un total de 4 110 les habitants des trois communes ont utilisé en novembre 2017 leur droit de vote. Le gagnant était le nom Lievegem qui a obtenu 2 260 votes c'est-à-dire un bon 55 % des voix. Le suffixe « gem », comme « ghem » ou « heem » viennent de « heim », qui signifie maison ou le lieu de résidence. Les noms propres avec -gem sont presque toujours d'origine Germanique et se référe à une personne en particulier ou à la tribu. La composition de "Lievegem' est artificiel et donc est plutôt être considérée comme une pseudo-nom au point de vue toponymique. 
La présentation officielle du nom de la nouvelle commune s'est faite le 1er décembre 2017 au banquet de Kokorico, qui est situé sur le point des trois frontières de Waarschoot, Lovendegem et Zomergem.

## Héraldique
Les armoiries de la nouvelle ne semblent pas encore avoir été octroyées.  Les explications des communes fusionnées sont reprises ci-dessous.
|  | La commune de Lovendegem possédait des armoiries qui lui ont été octroyées le 25 février 1924 et à nouveau le 1er mars 1988. Elles sont basées sur le sceau du seigneur de Lovendegem du XVIIIe siècle, Jean-Gilles Dons. Il a combiné ses armoiries personnelles avec les armoiries anciennes de la succession de Lovendegem. Les armoiries anciennes sont présentées aux deuxième et troisième quartiers et ont été mentionnées pour la première fois comme armoiries au domaine au XVIe siècle. La signification ou l'origine de ces armoiries n'est pas connue. Les premier et quatrième quartiers montrent les armoiries de la famille Dons. L'aigle a été ajouté au XVIIIe siècle mais sa signification n'est pas claire. Blasonnement : Ecartelé: 1. et 4. D'azur à un brachet passant d'or colleté de gueules. 2. et 3. de sable au chevron d'argent chargé de trois coquilles de gueules. D'or à l'aigle bicéphale de sable sur le tout. L'écu timbré d'une couronne baronniale des Pays-Bas autrichien et soutenu par deux lions d'or, armés et lampassés de gueules. Source du blasonnement : Heraldy of the World. |

|  | La commune de Zomergem possédait des armoiries qui lui ont été octroyées le 7 juillet 1987. Zomergem et Ronsele étaient un domaine directement gouverné par le Comte de Flandre jusqu'en 1559. Les comtes de Zomergem appartenaient à la famille Montmorency et le seul sceau connu du village datant de 1775-1787 montre les armoiries de Montmorency. La municipalité, cependant, n’a pas utilisé ce sceau pour ses armoiries en 1987 mais a utilisé une combinaison des armoiries de la famille Van Zomergem et de la famille Adorne. La famille Van Zomergem était une famille noble, probablement originaire de la région. Leurs armoiries portaient un écu bleu avec un chef en argent à trois pales rouges. Les autres moitiés montrent les armoiries d'Adorne alors que la famille dirigeait le village de Ronsele du XIVe siècle jusqu'en 1699. Blasonnement : Parti: 1. D'azur au chef d'argent chargé de trois pals de gueules. 2. D'or à la bande échiquetée de trois rangées d'argent et de sable. Source du blasonnement : Heraldy of the World. |

|  | La commune de Waarschoot possédait des armoiries qui lui ont été octroyées le 3 juin 1985. La municipalité n’ayant ni armoiries ni sceaux historiques, les armoiries octroyées sont basées sur les armoiries du prieuré d’Onze-Lieve-Vrouwe ten Hove. Le prieuré a été fondé dans le village en 1444. Le sceau de 1539 montrait Sainte-Marie et Jésus sur un trône. Comme au début du Moyen Âge, le village et la région appartenaient aux Comtes de Flandreet étaient régis par une cour, présidée par le seigneur des Oudburg («vieux château») à Gand. Le petit écu devant Sainte-Marie montre les armoiries de l’Oudburg. Blasonnement : De sinople à une Notre-Dame à l'Enfant, tous deux nimbés, assis dans un jardin de fleurs, le tout d'or, A l'écusson posé en pointe de sable à la forteresse d'argent. Source du blasonnement : Heraldy of the World. |

## Démographie

### Évolution démographique de la commune fusionnée
Graphe de l'évolution de la population de la commune. Les données ci-après intègrent les anciennes communes dans les données avant la fusion en 1977 et 2019.
- Source : DGS - Remarque: 1806 jusqu'à 1981=recensement; depuis 1990=nombre d'habitants chaque 1er janvier[9]

## Photos

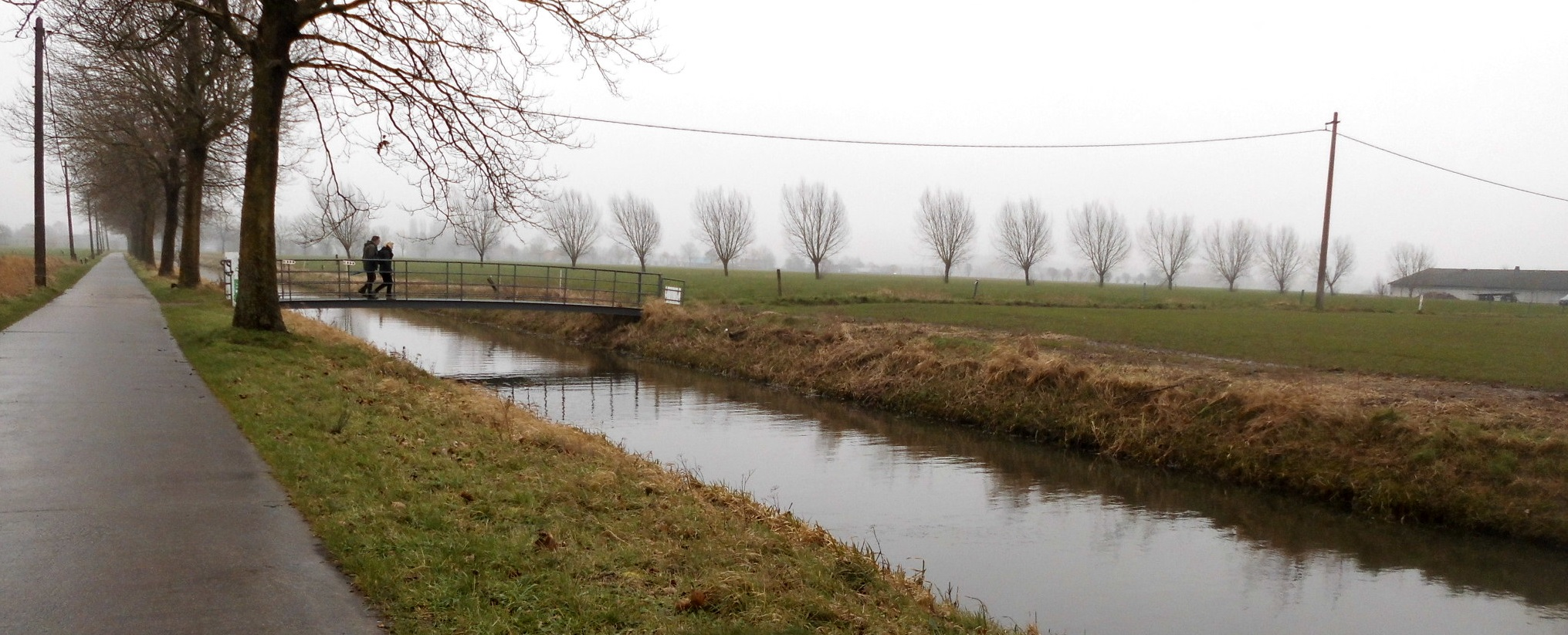
La Lieve.
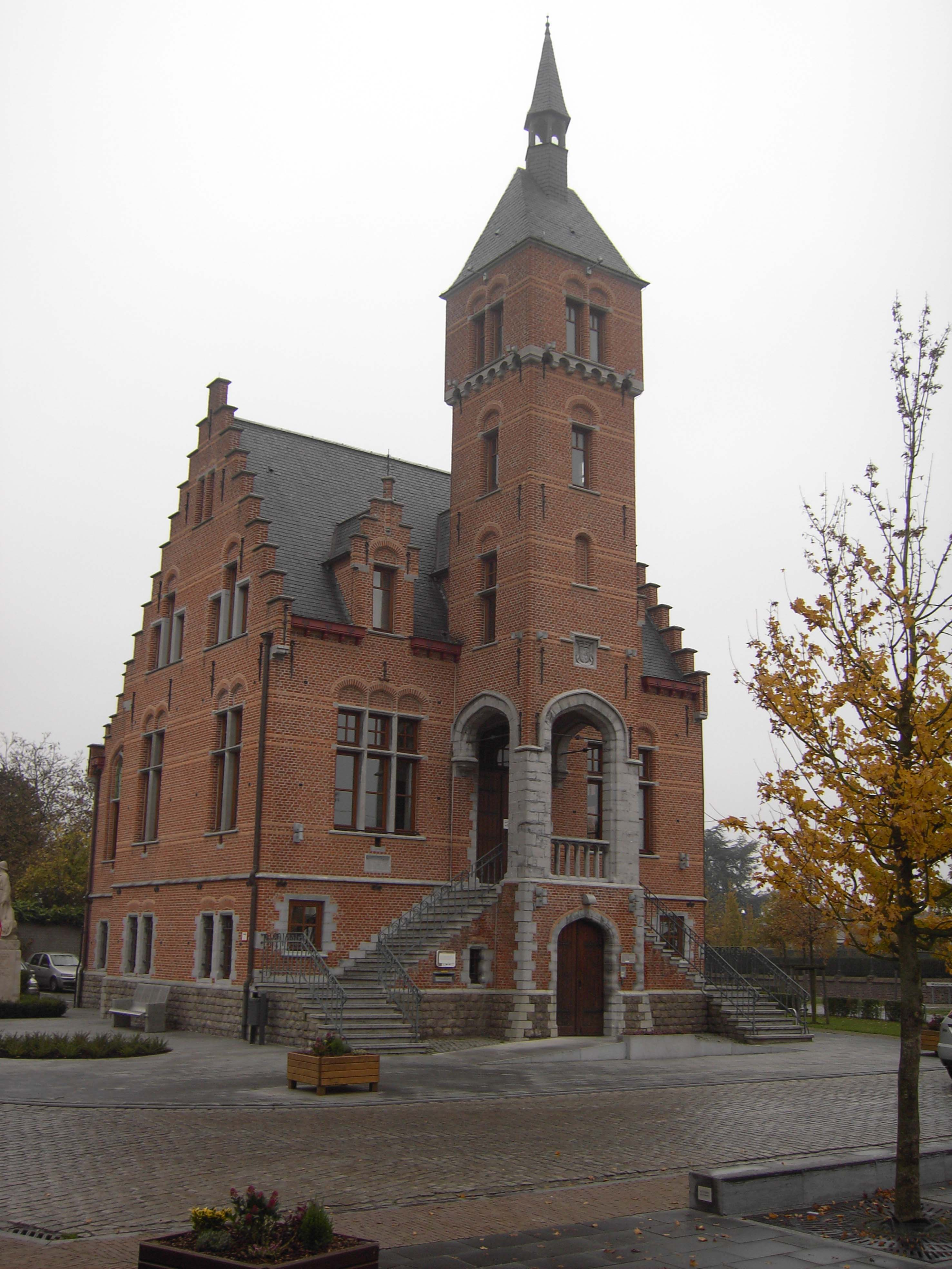
Maison communale de Lovendegem.
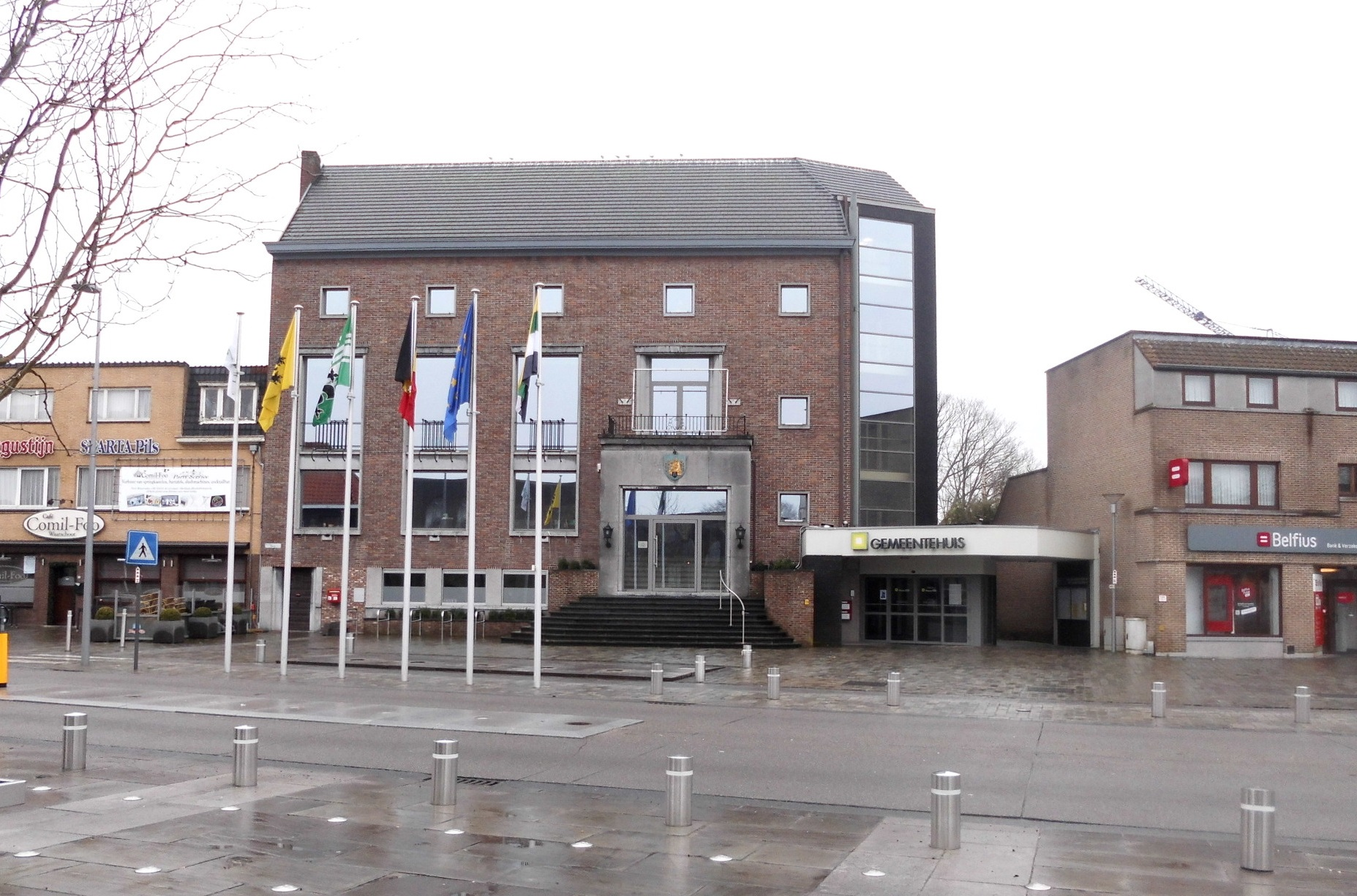
Maison communale de  Waarschoot.
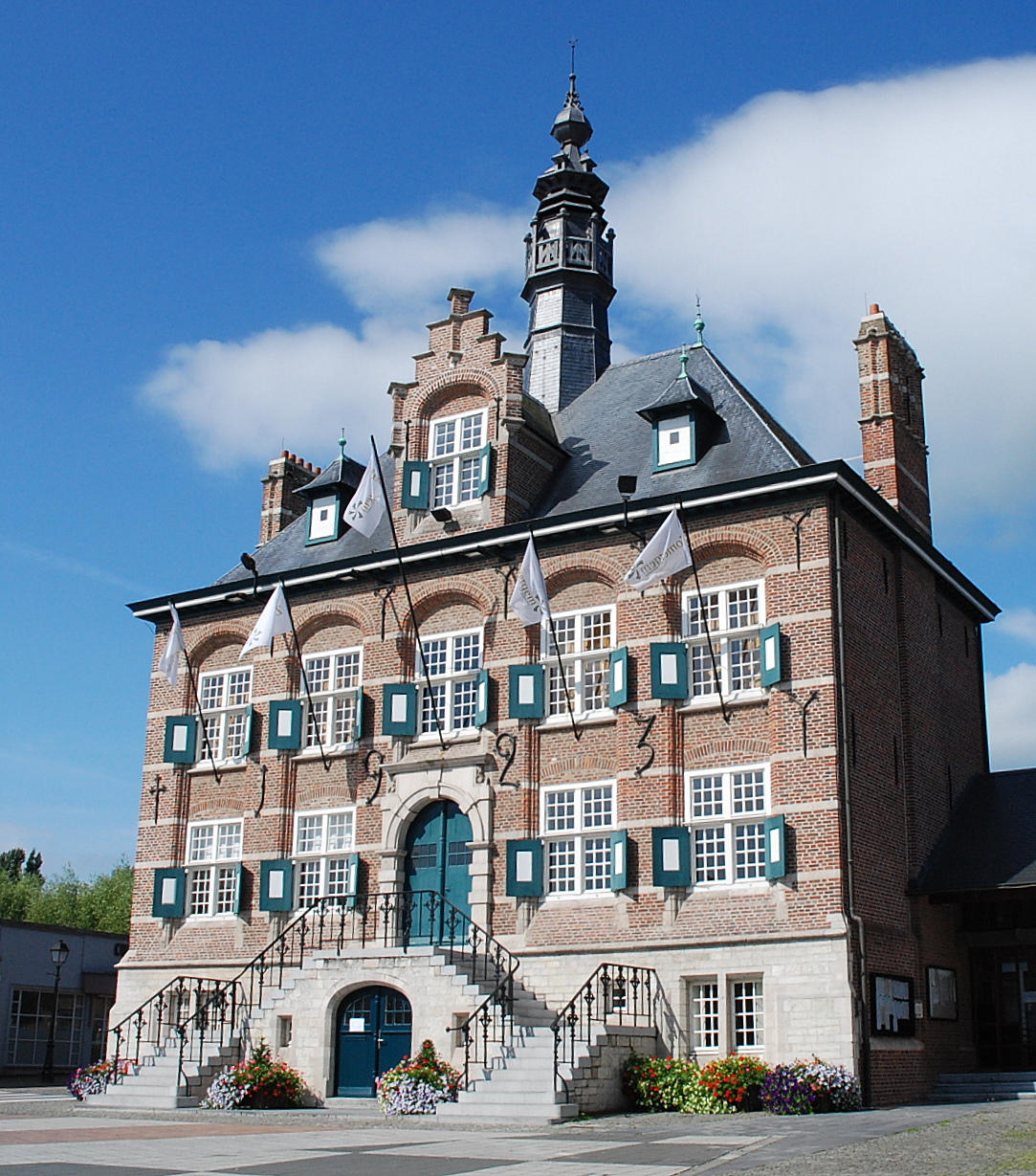
Maison communale de Zomergem.
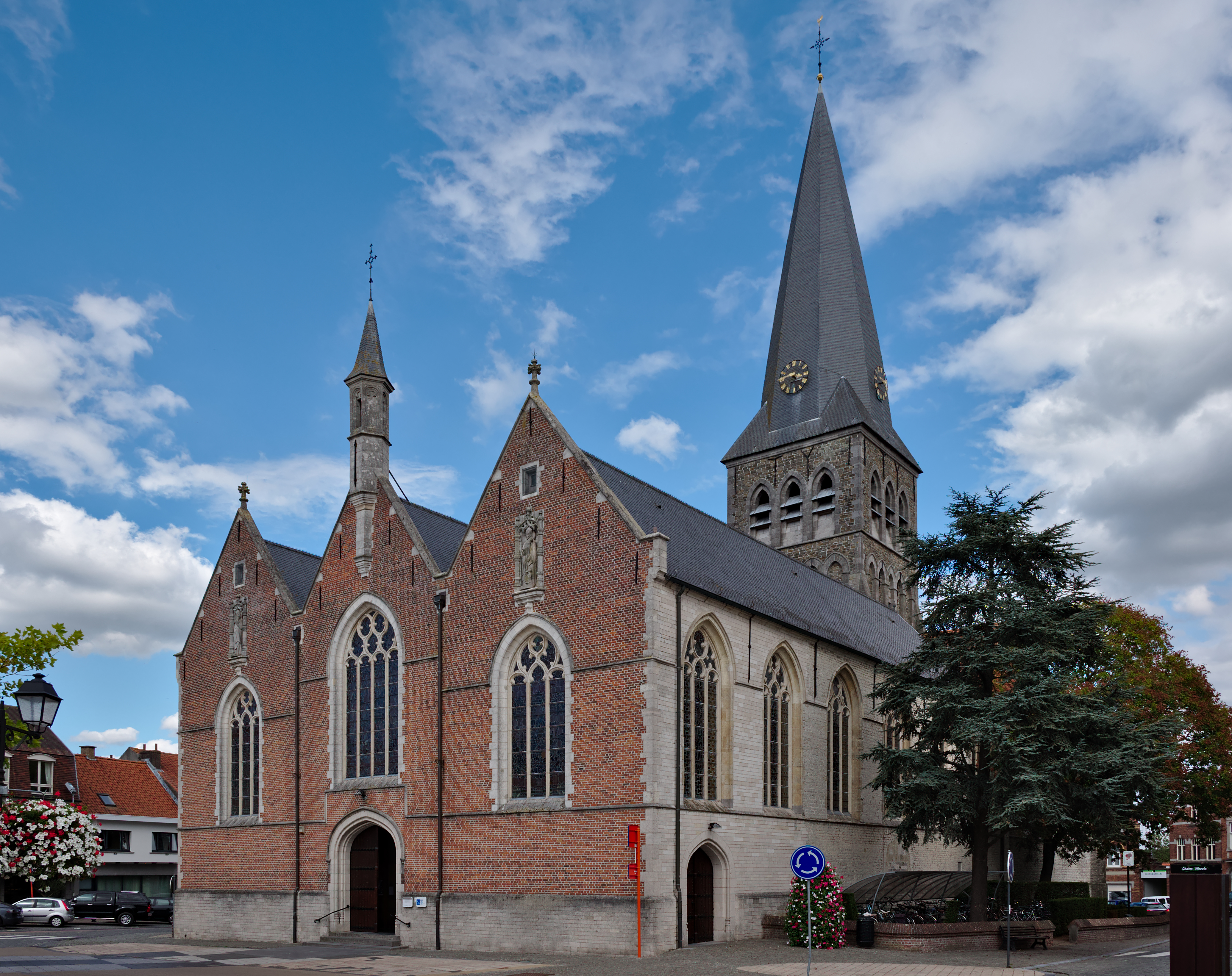
Église Saint Martin de Zomergem